# Horseshoe Bend (Arizona)
Horseshoe Bend is een hoefijzervormige meander van de rivier de Colorado nabij de plaats Page in de Amerikaanse staat Arizona.
De meander bevindt zich iets stroomafwaarts van de Glen Canyondam en het Powellmeer, ongeveer 6 kilometer ten zuiden van Page. Er bevindt zich een uitkijkpost op 1,2 kilometer lopen (deels verhard, deels onverhard) van de U.S. Route 89, waar de meander kan worden bezichtigd. De Horseshoe Bend is dagelijks te bezoeken van zonsopgang tot zonsondergang.

## 2019
In 2019 hebben er diverse werkzaamheden plaatsgevonden aan de parkeerplaats en het wandelpad naar het uitzichtpunt. Bij de opening van de faciliteiten is een entreeprijs ingevoerd. Zoals in veel Nationale Parken in Amerika betaal je per voertuig. Voor een auto of RV is de toegangsprijs $10, voor een motor $5.

## Galerij

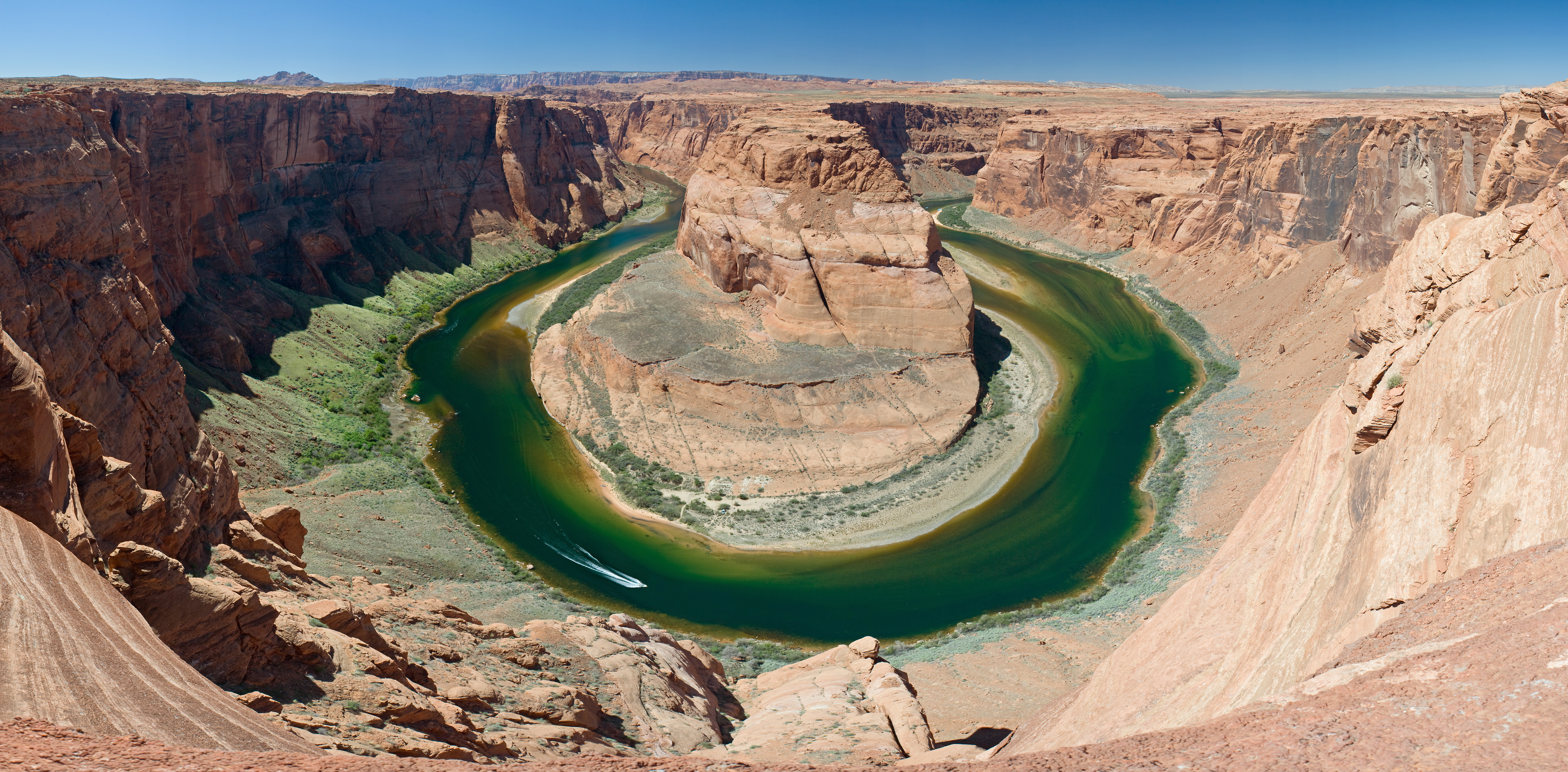
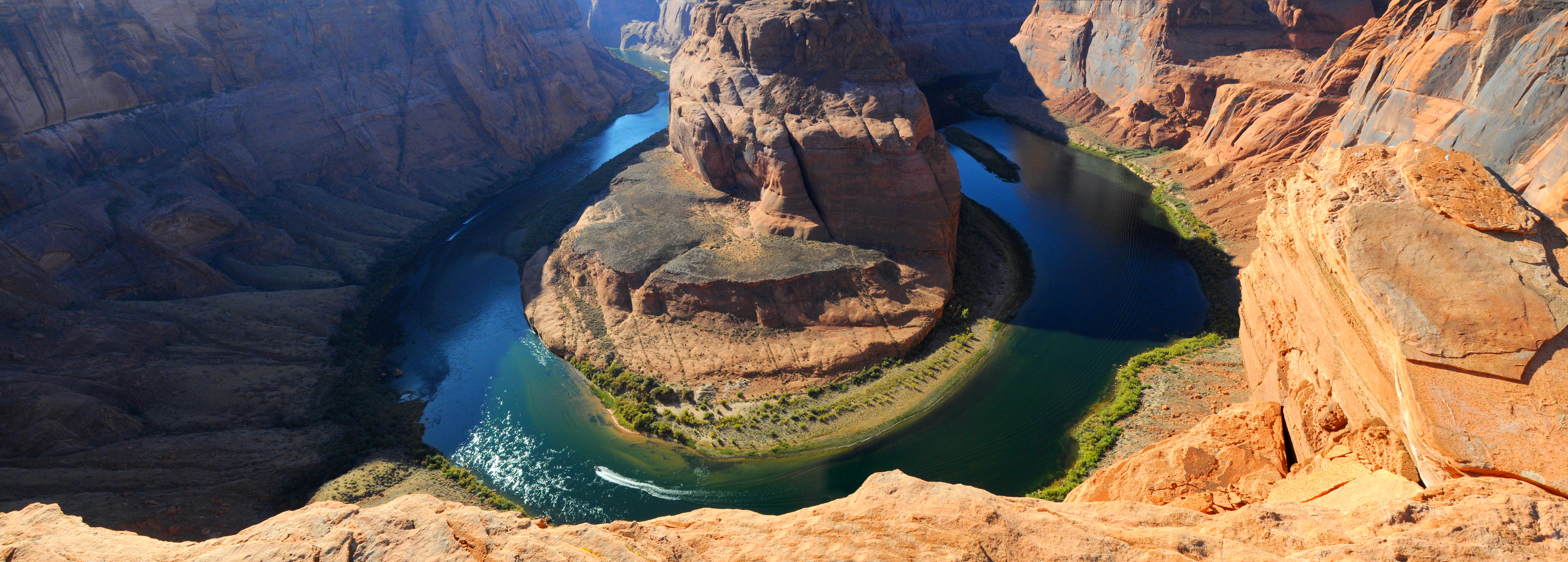
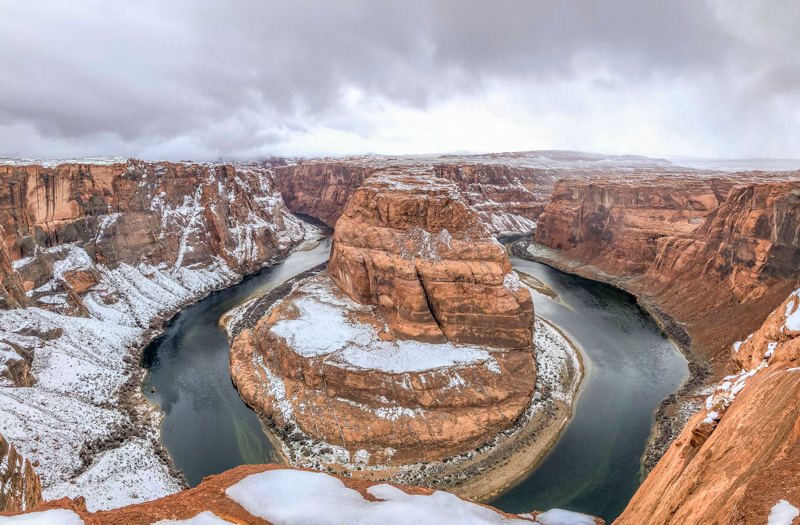
Horseshoe Bend in de winter.